# Tangente (danse)
Tangente est un organisme de diffusion en danse contemporaine établi à Montréal au Québec. En 2019, au départ de sa commissaire (Dena Davida) présente depuis 1980, Tangente a adopté une direction artistique à cinq visages pour déterminer sa programmation.

## Description
Depuis sa fondation en 1980 par Dena Davida, Howard Abrams, Louis Guillemette et Silvy Panet-Raymond, Tangente s'est positionné en tant que pionnier de la diffusion spécialisée en danse au Québec, alors qu'aucun espace spécifiquement destiné à la diffusion de la danse contemporaine n'existait à Montréal auparavant.
Chaque année, Tangente propose plus d'une vingtaine de spectacles de danse d'ici et d'ailleurs. L'organisme s'engage à découvrir et promouvoir de jeunes chorégraphes émergents. Sa programmation de danse contemporaine offre une expérience mettant en valeur l'expérimentation et l'interdisciplinarité. Tangente possède des salles intimes à géométrie variable, situées au cœur du Quartier des spectacles dans l'Édifice Wilder - Espace danse. Inauguré en 2016, cet espace regroupait dès le départ quatre organismes de danse : Tangente, l'Agora de la danse, Les Grands Ballets canadiens et l'École de danse contemporaine. Situé dans le Quartier des spectacles, ce lieu favorise la découverte de la danse par un public élargi.
Tangente a accueilli plus de 1600 chorégraphes au sein de sa programmation depuis sa fondation. Parmi ceux qui ont fait leurs premiers pas chez Tangente, on retrouve des noms qui ont marqué le paysage de la danse au Québec, tels que Louise Bédard, Hélène Blackburn, Virginie Brunelle, Mélanie Demers, Danièle Desnoyers, Sylvain Émard, Paul-André Fortier, Benoît Lachambre, Ginette Laurin, Daniel Léveillé, Frédérick Gravel, José Navas, Dave St-Pierre, entre autres.

## Histoire
En 1980, sur le boulevard St-Laurent, un collectif d'artistes (Dena Davida, Howard Abrams, Louis Guillemette et Silvy Panet-Raymond) a inauguré le premier espace entièrement consacré à la danse contemporaine au Québec. C'est un studio qui sert de lieu de stage, d'espace de discussion et de diffusion de spectacles de danse. Dès la fin des années 1970, Dena Davida organisait des spectacles. Elle s'est associée à Chantal Pontbriand et Diane Boucher du Musée des beaux-arts de Montréal pour présenter des événements (Samedis soir au Musée, Danse Montréal/Toronto, Danses chorégraphes québécois, Danses post-modernes). En parallèle, elle a fondé Qui Danse?, un collectif de chorégraphes québécois.
En 1983 naît l'idée de regrouper les œuvres sous des séries thématiques, dont Portes ouvertes aux Universités, qui est devenue Danses Buissonnières (consacré aux créations de finissants de programmes universitaires et collégiaux) en 1994. C'est aussi l'année de la création du festival Moment'homme, créé dans le but de mettre en avant la vision de la danse à travers les chorégraphes masculins contemporains. Plus récemment, Tangente a créé des thèmes comme Électro_Poetik, intégrant les médias électroniques dans la danse, et Circulation et Croisées, qui favorise l’interculturalisme.
Tangente a collaboré avec le Musée d'art contemporain de Montréal en 1988 pour proposer la série internationale Mue-Danse, qui présentait des propositions hybrides entre la danse et les arts visuels dans la salle multimédia du musée. Ensuite, en 1991, à la conclusion d'un accord de 20 ans avec la nouvelle structure de l'Agora de la danse, Tangente a bénéficié d'une occupation prioritaire d'une salle de 91 places, renommée L'Espace Tangente.
Dans les années 1990 et 2000, Tangente a proposé des programmations axées sur la danse urbaine, la gigue et l'influence de différents apports culturels qui enrichissent cette forme d'expression artistique. Par exemple, l'organisme a mis de l'avant la fusion entre le ballet et le breakdance avec le chorégraphe Victor Quijada de Rubberbandance, la gigue contemporaine avec Lük Fleury et Marie-Soleil Pillette, la série Danses Noires, une danse africaine portée par de jeunes talents, ainsi que la série Corps Atypiques, avec des artistes vivant avec un handicap physique ou mental,,. Ces initiatives témoignent de la volonté de Tangente de créer une fenêtre pour favoriser la diversité et l'inclusion.
Les changements de philosophie de direction commencent autour de 2010. Tangente adopte alors un modèle de direction artistique à deux têtes en nommant Stéphane Labbé comme codirecteur artistique aux côtés de Dena Davida. Cette décision est un premier pas dans l'engagement de Tangente à promouvoir la diversité des perspectives. Elle culminera, en 2019, avec des consultations auprès du milieu de la danse et le projet pilote de constituer une équipe de cinq commissaires. Ce comité vise à ratisser plus large, en abordant notamment l'inclusion et la décolonisation, à être à l’affût des nouvelles pratiques, ainsi qu'à répartir le pouvoir de manière plus horizontale et démocratique.

## Prix et récompenses
Tangente, dirigé par Dena Davida, a remporté le prestigieux Grand Prix du Conseil des arts de Montréal en 2008, en reconnaissance de son engagement continu à innover en tant que diffuseur de danse.

## Mission
Depuis sa création, Tangente poursuit les mêmes objectifs qui sont de :
- soutenir la création et la présentation de la danse contemporaine sur une base régulière ;
- favoriser la diffusion d'artistes locaux, du Québec et du Canada, tout en incluant dans sa programmation des compagnies internationales ;
- éduquer, accroître, diversifier et fidéliser le public (spectacles scolaires, invitation d’organismes de bienfaisance et d’entraide communautaire, tables rondes, rencontres avec les artistes, etc.) ;
- créer un espace physique permanent et bien équipé (pour des spectacles, résidences techniques, conférences, ateliers, etc.) ;
- assurer une programmation éclectique de qualité, enrichir sa vision en travaillant avec des programmateurs et des spécialistes invités ;
- s’engager dans des projets sociaux et artistiques avec la communauté et établir des liens avec des organisations artistiques et communautaires.